# Isep (Żywiec)
Isep – dawna wieś w powiecie żywieckim. Początkowo stanowiła osadę będącą przysiółkiem Sporysza, następnie doszło do jej usamodzielnienia i stała się siedzibą jednowioskowej gminy Isep. Od 1934 należała do gminy Sporysz. 1 stycznia 1950 wieś została włączona w granice miasta Żywiec. 
Isep był miejscowością położoną w rejonie ujścia Koszarawy do Soły, po prawej stronie od mostu na Sole i ciągnącą się wzdłuż linii kolejowej w kierunku Suchej. Zabudowania ulokowane były pomiędzy obecnymi ulicami Handlową i Węglową. 
W jej granicach znajdowała się duża część Parku Arcyksiążęcego, a także południowa część dzisiejszej dzielnicy Śródmieście (Osiedle 700-lecia, Osiedle Parkowe, Osiedle Pod Grapą). Do Ispu należała też część ulicy Kościuszki od skrzyżowania z ul. Handlową do skrzyżowania z Węglową (obecnie teren Domu Towarowego „Centrum”), jednak obszar ten został włączony w granice administracyjne Żywca już w 1945
Było to miejsce zamieszkania biedniejszej części okolicznej społeczności żydowskiej, trudniącej się przede wszystkim uprawą roli. Pomimo tego, nie brakowało tu lokali handlowych, jak choćby sklep zegarmistrzowski Klipsteina, który był położony w budynku zlokalizowanym w miejscu współczesnego Domu Towarowego „Centrum”, przy należącym do wsi fragmencie ul. Kościuszki.
Na terenie wsi położony był park przy pałacu arcyksiążęcym w Żywcu razem z Małą Synagogą.
Z inicjatywy Franciszka Augustina w latach 1829–1833 przeprowadzono umacnianie brzegów Soły na terenie Ispu i powstał tam wówczas także magazyn, folusz i młyn papierniczy. Na terenie miejscowości w okresie międzywojennym działała Fabryka Likierów i Rosolisów Wilhelma Glasnera, a w 1921 otwarto zakład piernikarski.
31 grudnia 1910 Isep liczył 697 mieszkańców, natomiast według Pierwszego Powszechnego Spisu Ludności z 1921 wieś zamieszkiwało 579 osób, w tym 262 mężczyzn i 317 kobiet. 486 z nich zadeklarowało przynależność do kościoła rzymskokatolickiego, 90 było żydami, 2 należało do Kościoła Ewangelickiego, a 1 osoba do innego wyznania chrześcijańskiego. 565 osób przyznawało się do narodowości polskiej, 13 do niemieckiej, a 1 – do żydowskiej. Znajdowało się tu wówczas 67 budynków mieszkalnych.
Projekt przyłączenia wsi do Żywca rozpatrywany był przez miejscowe Starostwo Powiatowe już w 1921, jednak z uwagi na zamieszkiwanie na terenie Ispu przez Karola Stefana Habsburga, będącego największym płatnikiem podatków do Wydziału Powiatowego, inicjatywa ta spotkała się ze sprzeciwem. 25 października 1939 Niemcy na czas okupacji włączyli Isep do miasta, ale po wyzwoleniu przywrócony został stan sprzed wojny. Do ostatecznego, trwałego połączenia wsi z miastem doszło 1 stycznia 1950, kiedy w granice Żywca włączono również Zabłocie, Pawlusie, Sporysz i Kocurów.
Obecnie Ispem nazywany jest rejon ulic: Habdasówka, Isep, Nad Koszarawą i Pola Lisickich w żywieckiej dzielnicy Sporysz.

## Demografia
Zmiana liczby ludności Ispu na przestrzeni lat 1880–1921: